# 香堇菜
香堇菜（学名：Viola odorata）是堇菜科堇菜属的植物，原产于欧洲、北非和西亚。

## 用途
香堇菜是欧洲传统的花园植物，其花、叶也可以食用。
香堇菜是重要的香水植物。香堇菜香水在华语地区常常被叫做紫罗兰香水，但紫罗兰在植物學上指另一植物。

## 毒性
它的種子、根莖有毒，可能會造成嘔吐、神經麻痺、心臟麻痺等症狀。

## 图集

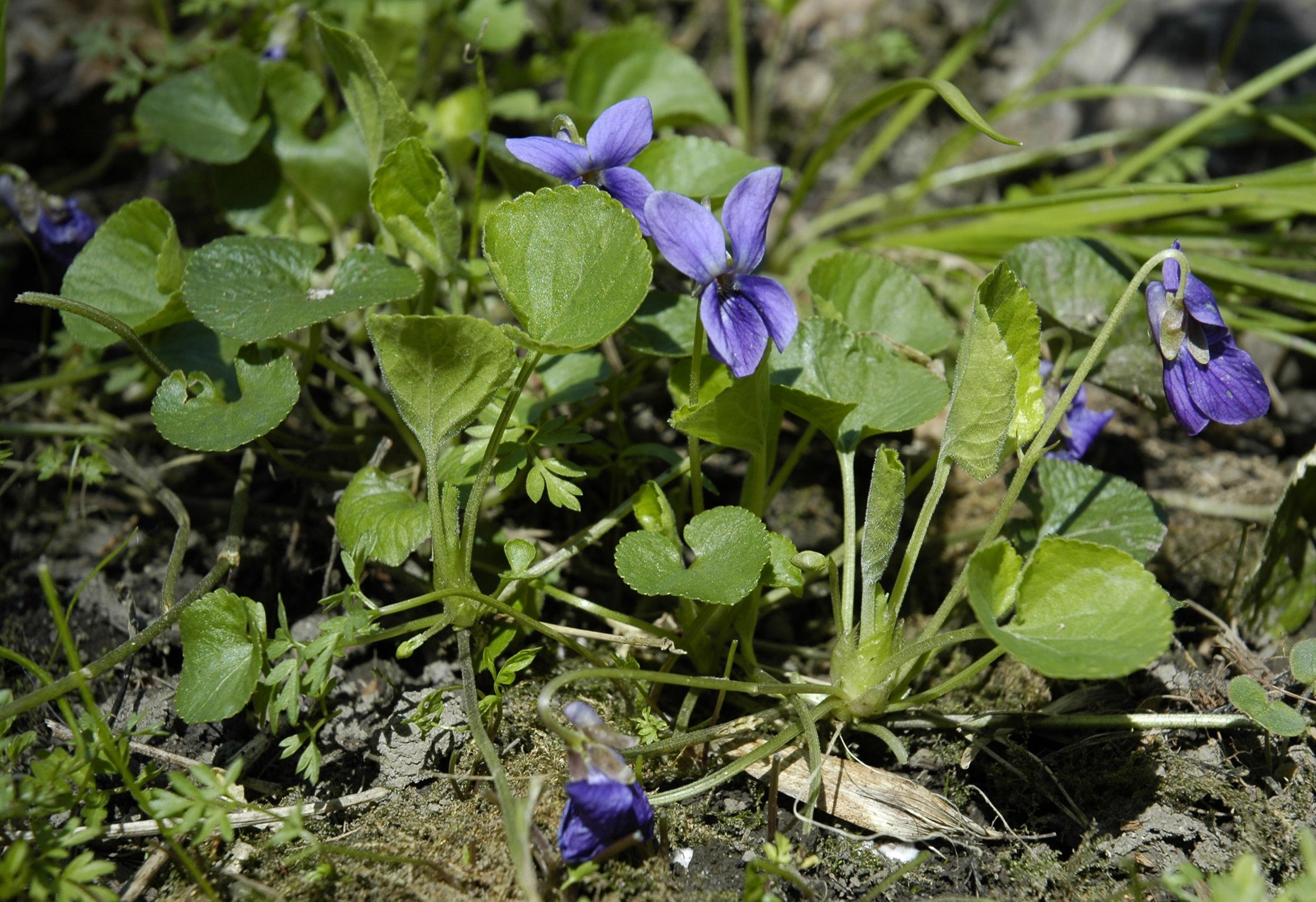
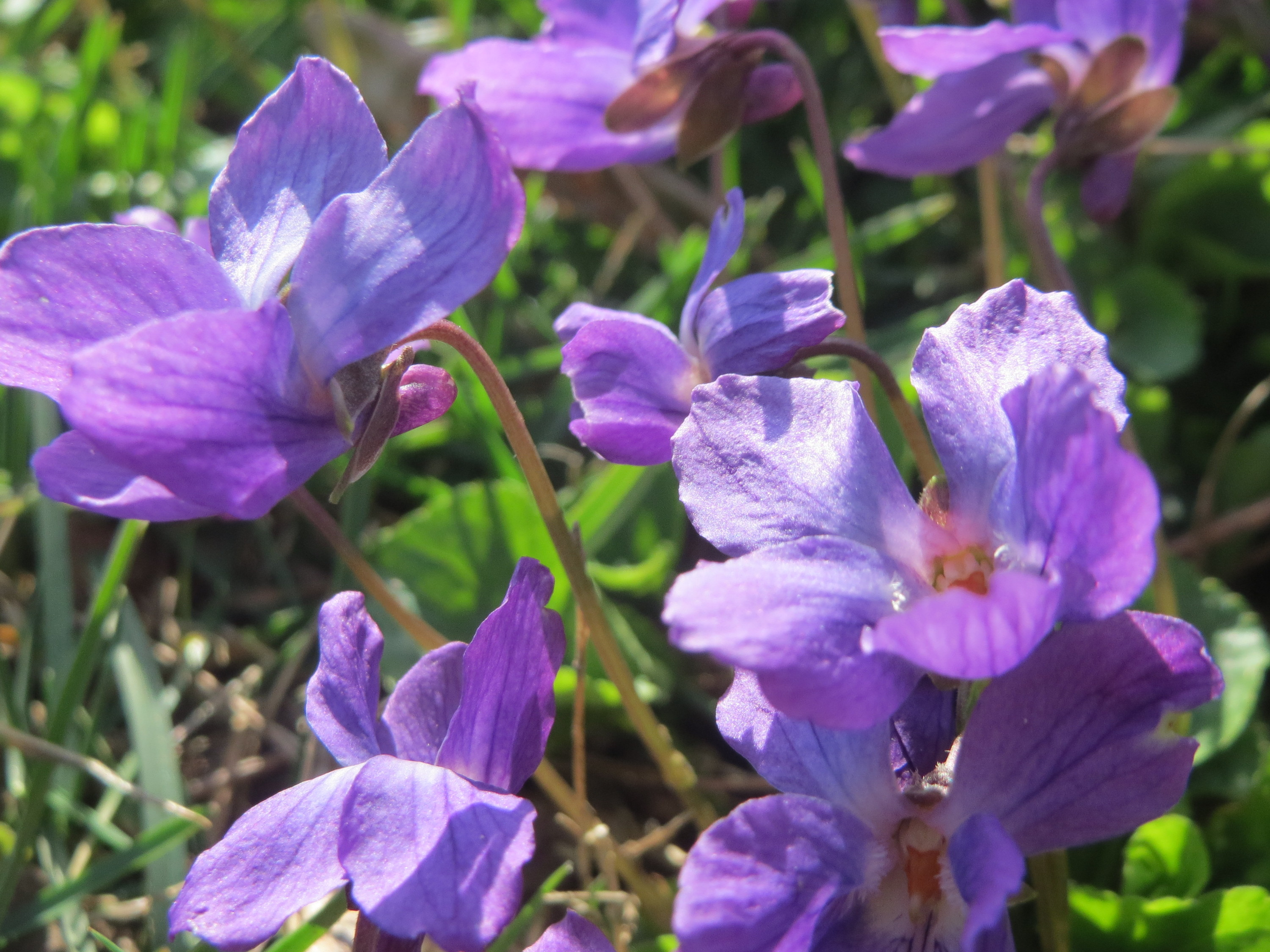
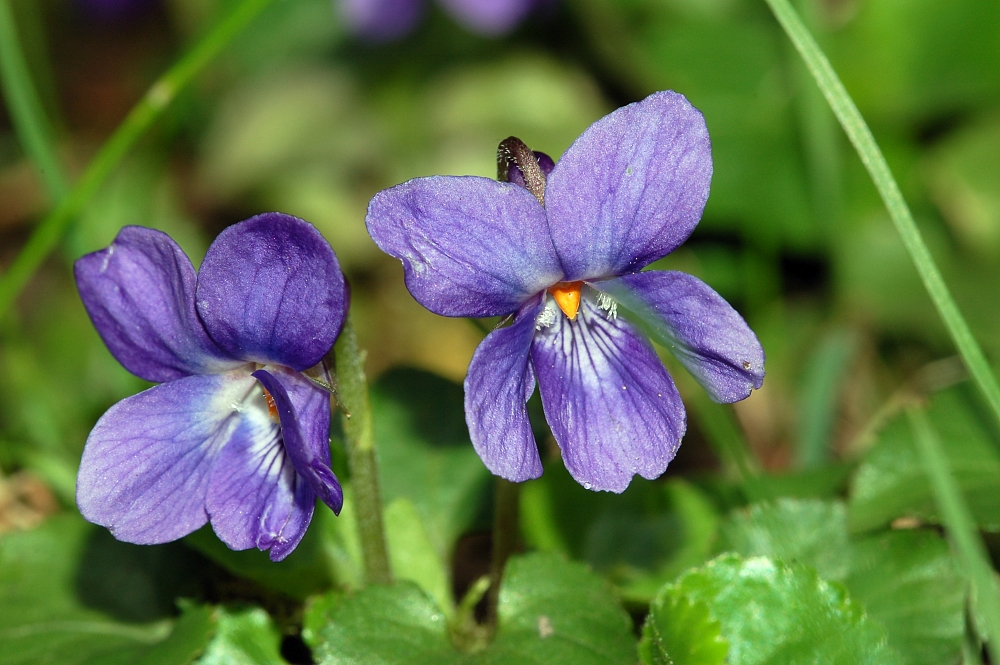
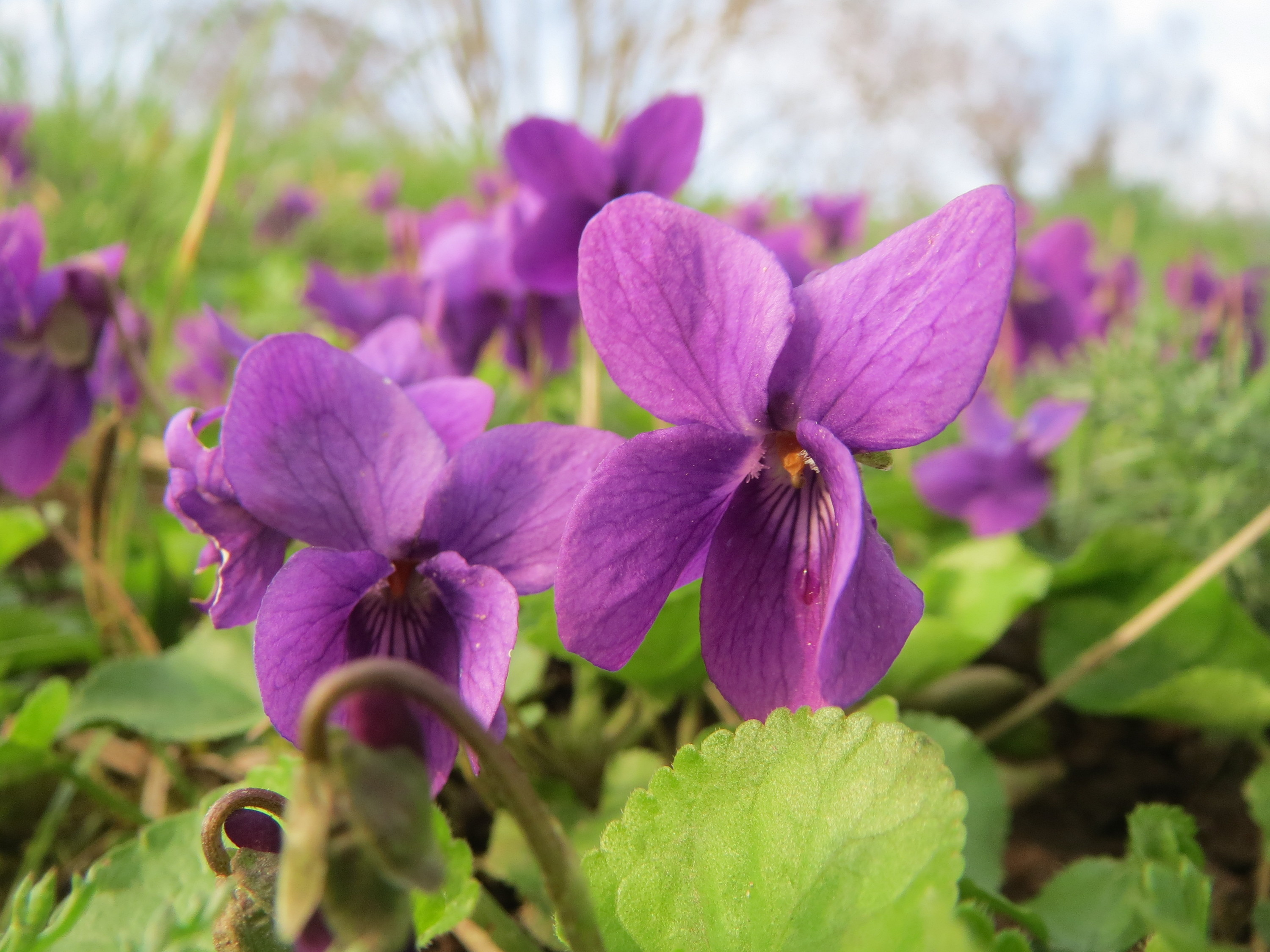
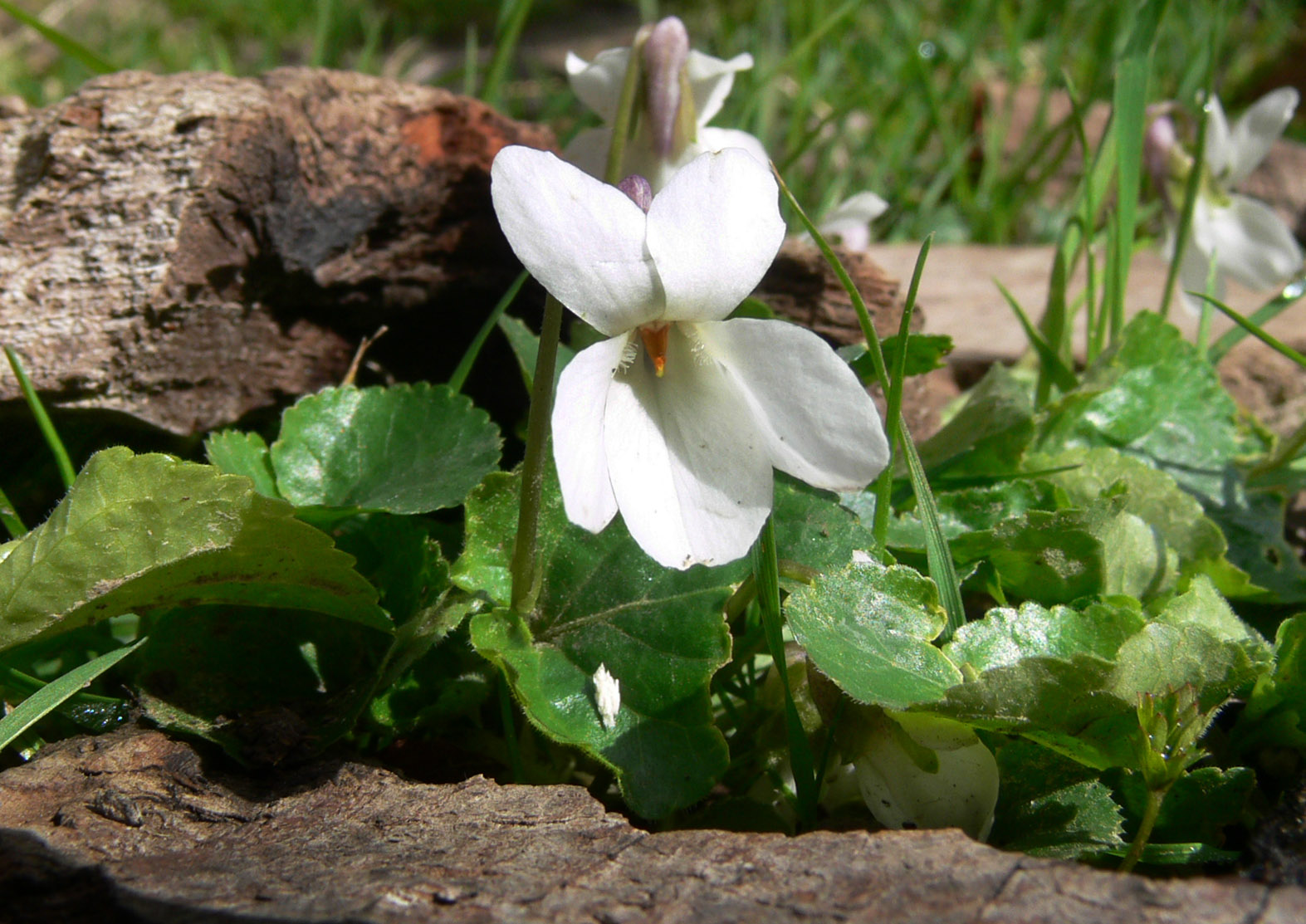